# Air Ontario
Air Ontario Inc. — упразднённая региональная канадская авиакомпания, базировавшаяся в Онтарио. В 2002 году она стала частью Air Canada Jazz.

## История
Авиакомпания была основана в 1983 году как Air Ontario Ltd. С 1987 года она начала свою деятельность как Air Ontario Inc. будучи дочерней компанией Air Canada.

В декабре 2000 года Air Ontario была объединена с Air Canada.

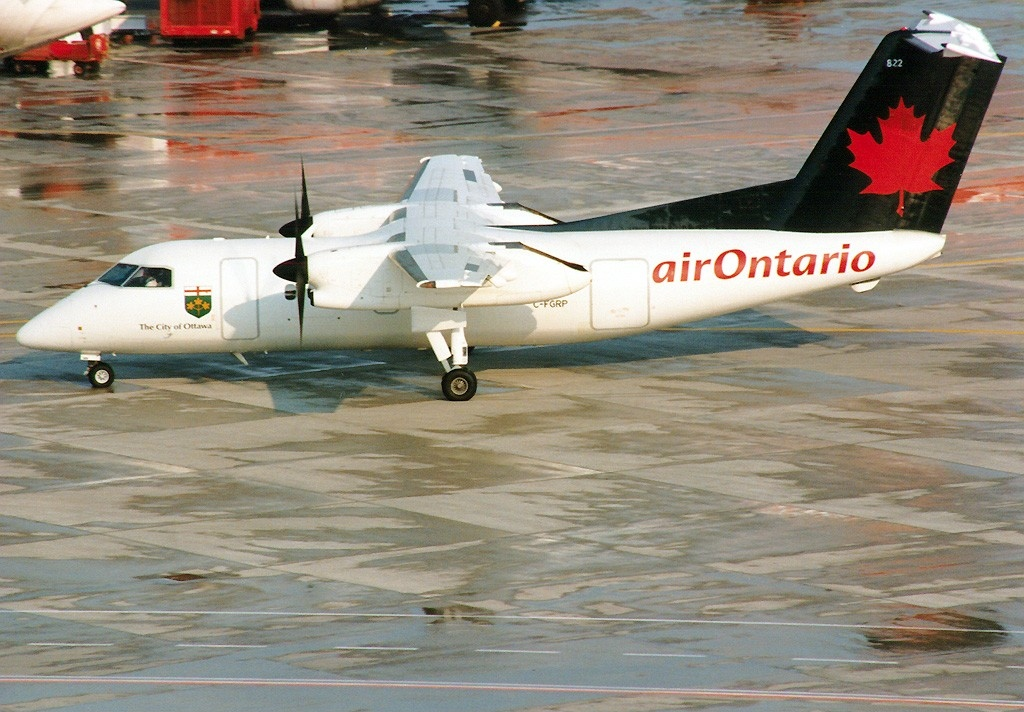
Самолёт в ливрее Air Ontario

В январе 2001 года была созданная недавно объединенная авиакомпания под названием Air Canada Regional Inc. Эта компания, находящаяся в полной собственности Air Canada, объединила в себе сильные стороны четырех региональных авиакомпаний — Air BC, Air Nova, Air Ontario и Canadian Regional Airlines. Объединение этих четырёх компаний было завершено в 2002 году и ознаменовалось запуском нового названия и бренда — Air Canada Jazz.

## Воздушный флот
В 2001 году на момент прекращения деятельности воздушный флот авиакомпании состоял из 48 самолётов de Havilland Canada DHC-8. Ранее авиакомпания использовала также самолёты Convair 580 и Fokker F28 Fellowship.

## Происшествия
- 1 ноября 1988 года самолёт Douglas DC-3C, выполнявший грузовой рейс, упал в озеро при заходе на посадку. Погибли оба члена экипажа[4].
- 10 марта 1989 года авиалайнер Fokker F28-1000 Fellowship разбился в аэропорту Драйдена через 15 секунд после взлёта из-за обледенения. Погибли 24 человека, 45 выжили и получили ранения[5].